# お目出たき人
『お目出たき人』（おめでたきひと）は、武者小路実篤による初期の小説。1910年2月に脱稿され、1911年2月に洛陽堂より刊行された。その際、『（「お目出たき人」の主人公の書けるものとして見られたし）』という一文を添えた附録、「二人」「無知万歳」「生まれなかつたら」「亡友」「空想」が挿入された。学習院時代の師、「高島平三郎先生にこの小冊子を千の感激を以て奉る」と扉に書かれている。装幀は有島壬生馬。
「自分」という言葉を多用して、少女に対する思いを真摯に告白した。自然主義の陰湿さを一掃した、純真な青年文学。

## あらすじ
女に餓えている自分は、近所に住む鶴という女に恋している。男と女が惹かれあうのは自然なこととする自分は、鶴と結ばれることを信じて疑わない。足かけ五年恋しているものの、鶴と言葉を交わしたことは一度も無い。空想家である自分はそんな彼女をどんどん理想の女に近づけていく。
自分の鶴に対する思いは膨らんでいくものの、ある日仲介人の川路からの手紙で、鶴は他にも多くの魅力的な男性から結婚を申し込まれていることを知る。自分はショックを受け、日記や自作の詩にその思いをぶつける。しかし自分と鶴は夫婦になるという自然の黙示を信じているので、あきらめることなく彼女を想い続ける日々を過ごす。
ある日偶然約一年ぶりに甲武電車で鶴に逢い、ついに自分は鶴と結婚するのだと確信し、ますます鶴を強く想うようになる。ところが五カ月後、再び川路から届いた手紙により、鶴が人妻になったことを知る。それでも自然の黙示に従おうとする自分は、挙句他の男と結婚した鶴を憐れむようになる。

## 主な登場人物
- 自分 - 主人公兼語り手。26歳で、学習院を卒業している。女性経験が無く、女に飢えているという独白を繰り返す。鶴に三度の求婚をし、全て断られるが、物語の最後まで希望を捨てない。
- 鶴 - かつては自分の近処に住んでおり、その後大久保へ引っ越した美しく可憐な女学生。自分の「理想の妻」であるが、柏木にいる金持ちの長男に嫁いでしまう。
- 川路 - 自分と鶴の間に立って、縁談を取り持ってくれた人物。
- 月子 - 自分が19歳の時に恋していた女。7年前に故郷へ帰った。

- 母 - 自分の母。世間を恐れており、自分を愛している。
- 父 - 自分の父。世間を馬鹿にしている。
- 春ちゃん - 自分の姪。4歳。両親が外国にいるために自家に預けられており、自分の母に懐いている。
- 叔父 - 45、6歳。自分の母方の叔父。人は良いが頑固で奇行家であり、世の中を馬鹿にしている父と気が合う。物語中盤で癌で亡くなる。
- 中野の友 - 学習院の同窓生。大学の文科に通っている。自分の鶴への恋を知っている。
- 小石川の友 - 自分の一番旧い友人。高等商業学校を3年前に卒業し、三井に努めている。自分と気が合うが、趣味が違っている。自分と道楽について議論する。
- 柏木にいる金持ちの長男 - 鶴の夫となった人物。工科を卒業して工学士になった。

## 作品舞台
東京都千代田区、大妻通り周辺にあった武者小路実篤邸周辺。実篤は生誕から29歳までをここで過ごした。現在は全国農業共済会館になっている。鶴の通って居た女学校は三輪田女学校（現在は「三輪田学園中学校・高等学校」）であるとされている。物語内で自分が家から鶴の通う女学校まで歩いていく場面があるが、実篤邸跡地から三輪田学園までの道のりには、急な坂の上り下り（袖摺坂、永井坂など）が多くある。
（参考：瀧田浩「番町文人通りを歩く―白樺派の文学者たちを中心に―」『東京　文学散歩』二松学舎大学文学部国文学科、2014年2月）